# Mon Amour (Gigi D'Alessio)
Mon Amour è un singolo del cantautore italiano Gigi D'Alessio, pubblicato nel 2001 come terzo estratto dal nono album in studio Il cammino dell'età.

## Tracce
1. Mon Amour – 3:58

## Accoglienza
Nel 2022, grazie ad un remix creato via TikTok, si è notata una somiglianza del brano con la hit latina, dance e folk Duecentomila ore di Ana Mena.